# Duché de Souabe
Cet article concerne le duché de Souabe. Pour la Souabe historique, voir Souabe. Pour le dialecte souabe, voir Souabe (dialecte). Pour l'actuelle région administrative de Bavière, voir District de Souabe.
915 – 1268
(353 ans)
1289–1313
(24 ans)
Entités précédentes :
- Duché d'Alémanie
- Comté du Nordgau
- Comté du Sundgau
- Royaume de Haute-Bourgogne

Entités suivantes :
- Territoires héréditaires des Habsbourg
- Comté palatin de Tübingen
- Comté de Wurtemberg
- Comté de Zollern
- Landgraviat de Basse-Alsace
- Landgraviat de Haute-Alsace
- Margraviat de Bade
- Principauté de Fürstenberg
- Confédération suisse
- diverses seigneuries et villes libres

Le duché de Souabe (en allemand : Herzogtum Schwaben, en latin : ducatus Sueviae) était un des cinq duchés ethniques du royaume de Germanie puis du Saint-Empire romain.
Le duché est formé par le duc Erchanger Ier en 915, sous le règne du roi Conrad Ier de Germanie. Il remplaça ainsi l'Alémanie, nom par lequel il fut parfois appelé à l'origine. Les ducs de Souabe reçoivent le duché d'Alsace de Henri l'Oiseleur en 925. À la mort du duc Conradin sans héritier en 1268, la lignée des Hohenstaufen s'éteint. Malgré la restauration du titre ducal par les Habsbourg entre 1289 et 1313, la Souabe se désintègre en plusieurs seigneuries, abbayes et villes libres qui existaient pour la plupart jusqu'au recès d'Empire de 1803.
Plus vaste que la Souabe actuelle, son territoire au Moyen Âge s'étendait du massif des Vosges à l'Ouest jusqu'à la rivière Lech à l'Est et comprenait la plaine d'Alsace, le Rhin supérieur, le lac de Constance et une partie des Alpes suisses. Ses frontières bordaient ainsi le duché de Franconie au Nord puis les royaumes de Haute-Bourgogne et d'Italie au Sud.

## Histoire

### Duché d'Alémanie
Au VIe siècle, les Alamans furent soumis à des ducs francs désignés par les Mérovingiens. Lors du partage de 561, le ducatus Alamannorum fut attribué à l’Austrasie avec comme centre politique la région au sud du haut Rhin et celle du lac de Constance. Comme leurs homologues francs, les ducs cherchèrent à plus d’une occasion à briser leur lien de dépendance face aux rois des Francs. Les maires du palais Pépin de Herstal († 714) et Charles Martel († 741) firent campagne contre Willehari (en) puis contre Lantfrid qui avaient manifesté leur attachement à la prépondérance du roi mérovingien. En 732, Charles Martel défit les Alamans et supprima la charge ducale. À sa mort, son fils aîné, Carloman, reçut l’Austrasie, la Thuringe et l’Alémanie. 
Après plusieurs révoltes, les Carolingiens affermissent leur domination. Les Alamans furent vaincus au procès de Cannstatt en 746. Le roi Pépin le Bref supprime les ducs nationaux et fait gouverner l'Alémanie en deux comtés tenus vers 760 par Ruthard et Warin. Au IXe siècle, lors du démembrement de l'Empire carolingien, ces comtes se rendent indépendants. Le titre ducal tomba alors en désuétude jusqu’à l’apparition au début du Xe siècle du duché de Souabe. Par le traité de Verdun conclu en 843, l’Alémanie devint une province du royaume de Louis le Germanique, puis revint au plus jeune de ses fils, Charles III le Gros, aux partages de 859 et 865. 

### Formation du duché souabe
Au cours du déclin de la dynastie carolingienne, un État alaman (souabe) autonome fut rétabli. Au début du Xe siècle, le comte Burchard Ier, margrave en Rhétie, entra en conflit avec le comte palatin Erchanger et l'évêque Salomon III de Constance qui étaient tous deux loyaux au nouveau roi Conrad Ier de Germanie. 
Burchard a été tué en 911 et après de longues années d'affrontements, Erchanger s'est fait nommer duc de Souabe en 915. Le roi le fait exécuter en 917, et il donne un titre ducal étendu à l'Alemannie au Burchard II, fils du margrave Burchard Ier. Celui-ci se fait reconnaître par Henri Ier l'Oiseleur à l'avènement de la maison saxonne des Ottoniens en 919. En 925, quand Henri l'Oiseleur s'empare de la Lotharingie, il en détache l'Alsace pour l'intégrer au duché souabe.

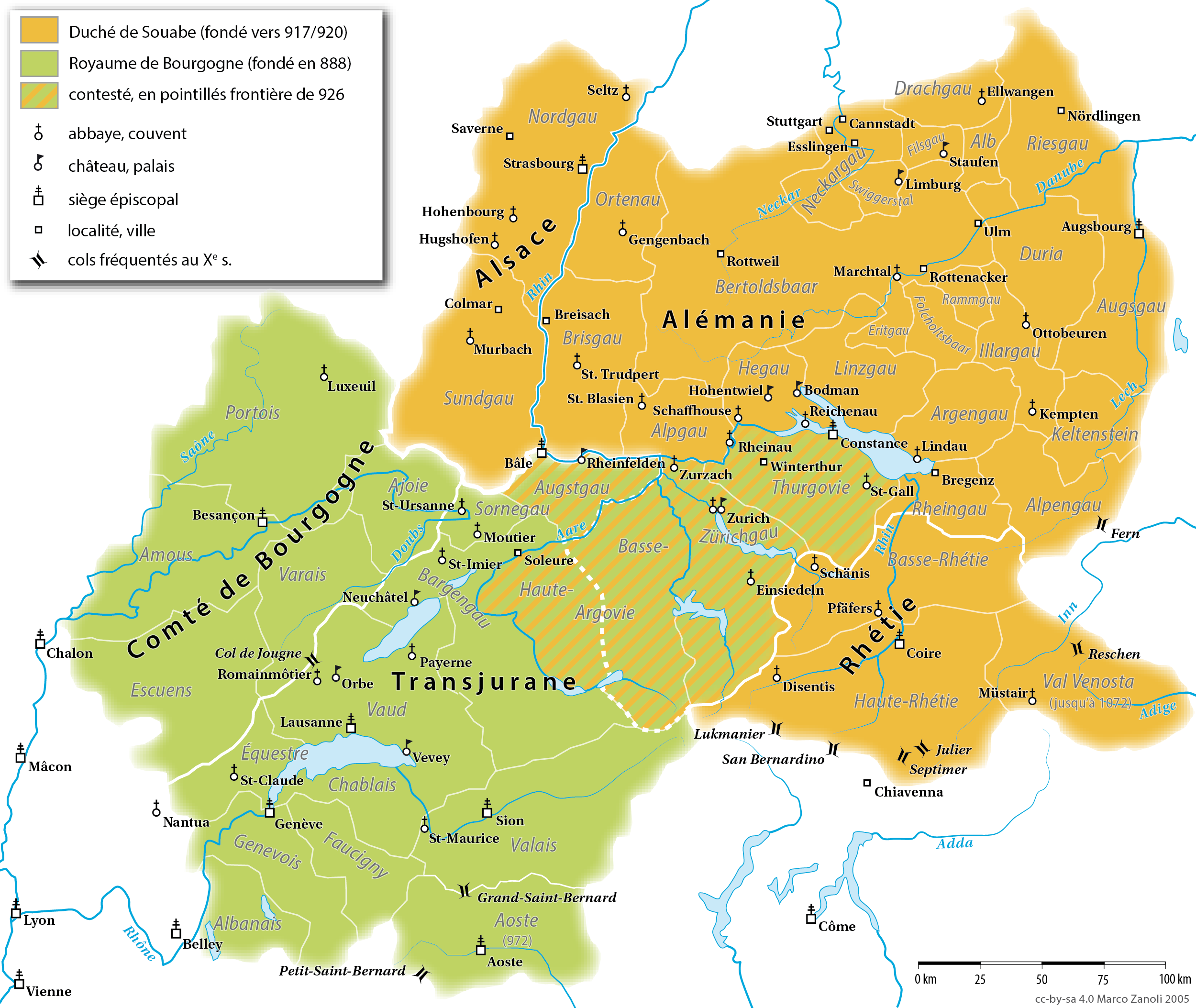
Carte du duché de Souabe (en jaune) et du royaume de Haute-Bourgogne (en vert) vers 1000.

Après Bouchard II, les ducs de Souabe sont Hermann Ier, qui a épousé sa veuve. Puis Ludolphe, fils du roi Otton Ier et gendre d'Hermann. Mais celui-ci se révolte contre son père et est remplacé par Bouchard III, lequel meurt sans enfants. Otton II rend le duché de Souabe au fils de Ludolphe, Otton Ier, lequel meurt en 982. Vinrent alors un cousin de l'empereur, Conrad Ier, puis son neveu Hermann II, lequel régit aussi l'Alsace. Le fils de celui-ci, Hermann III, a pour héritier sa sœur Gisèle, épouse du margrave d'Autriche, laquelle exerce la régence au nom de son fils mineur Ernest Ier en 1015 puis épouse Conrad, lequel devient plus tard empereur. Ernest II, révolté contre son beau-père, perd la Souabe, que Conrad II attribue en 1030 au second fils de Gisèle, Hermann IV, mort sans enfants, puis à son propre fils Henri, lequel, devenu empereur à son tour, inféode la Souabe au comte palatin du Rhin, Otton II en 1045, et, après sa mort, au margrave Otton III de Schweinfurt en 1048. Celui-ci, disparu à son tour sans héritiers, le duché est donné au comte Rodolphe de Rheinfelden en 1057, ce fut un choix malheureux, car celui-ci dispute l'empire à Henri IV. Il est battu et tué sur l'Elster. L'empereur lui avait enlevé la Souabe pour la donner au comte Frédéric Ier de la famille Hohenstaufen. Celui-ci eut à combattre, non seulement le fils de l'anticésar Berthold de Rheinfelden, mais son gendre Berthold de Zähringen, et il fut obligé de faire des concessions en 1096. Les biens des Welfs durent être cédés à la Bavière, le Brisgau et l'avouerie de Zürich aux Zähringen. La capitale du duché qui était jusqu'alors Zurich fut remplacé par Ulm.

### Hohenstaufen
Les ducs suivants furent Frédéric II le Borgne en 1105 et Frédéric III qui devint l'empereur Frédéric Barberousse. Montés sur le trône, les Hohenstaufen, les illustres empereurs, conservèrent le duché de Souabe dans leur famille. Ils y placèrent d'abord le jeune Frédéric IV de Rothenbourg, fils de l'empereur Conrad III, puis quatre fils de Barberousse dont Frédéric V en 1167, Conrad II en 1191, Philippe en 1196, lequel à son tour prétendit à l'empire. La lutte qu'il soutint hâta la dissolution du duché. Pour acheter des appuis, il distribua presque toutes ses terres. Son successeur, l'empereur Frédéric II mit à la tête du duché de Souabe son fils Henri II en 1216, et, après sa rébellion, son deuxième fils Conrad IV, lequel devenu empereur, le transmit à son fils Conradin 1254. Cet héroïque enfant fut à la fois le dernier des Hohenstaufen et le dernier duc de Souabe. Lorsqu'il partit à quatorze ans pour reconquérir son royaume de Sicile, il engagea ce qui lui restait, avec la maréchaussée de Souabe, l'avouerie d'Ulm, les landes de Leutkirch, au comte de Wurtemberg.